# MIM-23 Hawk
MIM-23 Hawk, HAWK («Хок», Mobile Interceptor Missile — мобильная ракета-перехватчик и бэкроним слова «ястреб» — Homing All the Way Killer — перехватчик, управляемый на всей траектории полёта) — американский войсковой зенитный ракетный комплекс (ЗРК) средней дальности, производившийся компанией «Рейтеон».
Комплекс был принят на вооружение в 1959 году, став первым в мире мобильным зенитно-ракетным комплексом и одним из первых в мире ЗРК с полуактивным радиолокационным наведением. Выпускался крупной серией (всего было произведено 1700 пусковых установок и около 36 000 ракет), состоял либо состоит на вооружении почти 30 стран, являясь, таким образом, одним из наиболее распространённых зенитно-ракетных комплексов в мире. В течение более чем 30 лет Hawk составлял основу противовоздушной обороны армии и корпуса морской пехоты США. В ходе неоднократных модернизаций, проводившихся как в США, так и в других странах, состав комплекса существенно изменялся, а также улучшались его технические характеристики и эксплуатационные качества. 
Hawk неоднократно применялся в ходе вооружённых конфликтов (наиболее масштабно — в ходе арабо-израильских войн и ирано-иракской войны), сбив в общей сложности около 100 самолётов. В 1997 году комплекс был снят с вооружения в США, но по состоянию на 2025 год продолжает эксплуатироваться армиями более чем 10 стран мира.

## Разработка
В 1953 году на вооружение армии США был принят зенитно-ракетный комплекс MIM-3 Nike Ajax, ставший первым массовым ЗРК в мире. Данный комплекс был предназначен для поражения летящих на больших высотах дозвуковых бомбардировщиков, а также обладал очень ограниченной мобильностью и фактически использовался как стационарный, для прикрытия крупных городов, военных баз и аэродромов. В дополнение к нему требовался зенитно-ракетный комплекс, способный атаковать цели, движущиеся со сверхзвуковой скоростью на малых высотах, и обладающий большей мобильностью. Одним из оснований для разработки комплекса стала необходимость борьбы с советскими реактивными истребителями МиГ-15, с которыми американские военные столкнулись в ходе Корейской войны.
Проектные работы по созданию нового комплекса, изначально получившего название SAM-A-18, были начаты в 1952 году. В июне 1954 года были заключены контракты на полномасштабную разработку с фирмами «Нортроп» (РЛС, системы управления и пусковая установка) и «Рейтеон» (отвечала за разработку ракеты, к работам также привлекался ракетный отдел Редстоунского арсенала армии США). В ходе разработки комплекса был применён ряд оригинальных, ранее не использовавшихся технических решений, таких как радиолокационная полуактивная головка самонаведения ракеты.
Первый экспериментальный образец ракеты ХМ-3 был изготовлен летом 1955 года, в августе того же года на полигоне Уайт-Сэндс провели первый испытательный бросковый пуск. 22 июня 1956 года был впервые произведен успешный перехват воздушной цели, в качестве которой выступил беспилотный реактивный истребитель — мишень QF-80, летевший на высоте 3300 м. Испытания велись с высоким темпом: в 1956 году был произведен 21 пуск, в 1957 году — 27 пусков и в 1958 году — 48 пусков. В ходе испытаний была продемонстрирована способность комплекса перехватывать маловысотные цели (один из самолётов-мишеней QF-80 был сбит на высоте менее 30 м), а также сверхзвуковые цели (была поражена мишень XQ-5, летевшая со скоростью М=2 на высоте 10,7 км). Рассматривалась возможность оснащения ракет Hawk ядерными боеголовками с целью борьбы с бомбардировщиками, несущими ядерное оружие, но после испытания прототипа с инертной боеголовкой от этого проекта решили отказаться. Первый полностью комплектный прототип комплекса Hawk был собран в июле 1957 года, а в ноябре того же года был размещён первый заказ стоимостью $41 млн на поставку 10 батарей и 176 ракет.
В марте 1959 года было принято решение об использовании комплекса для решения задач войсковой ПВО, что потребовало его доработки в части обеспечения большей мобильности, авиатранспортабельности, возможности работать в сложных природно-климатических условиях. В августе 1959 года Hawk был принят на вооружение армии США (первая батарея была размещена на военной базе Форт Блисс), а в следующем году — на вооружение Корпуса морской пехоты США. Hawk стал первым в мире мобильным зенитно-ракетным комплексом, что выгодно отличало его от менее мобильных советских комплексов С-75 и С-125. 
В 1960 году были проведены испытания, выявившие способность комплекса к поражению баллистических целей. 29 января 1960 года на полигоне Уайт-Сэндс ракетой MIM-23A была успешно поражена тактическая баллистическая ракета MGR-1 Honest John, при этом скорость сближения ракет составляла 900 м/с. В ходе дальнейших испытаний были также поражены тактические баллистические ракеты MGR-3 Little John и MGM-5 Corporal.

## Конструкция
Hawk представляет собой мобильный зенитно-ракетный комплекс средней дальности, предназначенный для защиты войск (войсковая ПВО), а также наиболее ценных тыловых объектов (объектовая ПВО) от средств воздушного нападения противника. Изначально комплекс предназначался для поражения самолётов противника, позднее он получил возможность борьбы с тактическими ракетами. Средством поражения комплекса является одноступенчатая твердотопливная ракета с полуактивной радиолокационной головкой самонаведения. Комплекс неоднократно модернизировался, при этом изменялся состав его оборудования, а также улучшались технические характеристики.

### Состав комплекса
Зенитно-ракетный комплекс Hawk включает в себя ряд технических средств (ракеты, радиолокационные станции, средства управления, пусковые установки и т.п.), состав и конкретные модели которых в ходе неоднократных модернизаций постоянно изменялись.

#### Базовая версия Hawk
Основной огневой единицей базовой версии комплекса Hawk (Basic Hawk) является батарея, состоящая из двух взводов или секций (firing unit). В составе каждого взвода имеется три пусковые установки (с тремя ракетами на каждой), соответственно батарея Hawk включает в себя 6 пусковых установок (18 готовых к пуску ракет).
Батарея базовой версии Hawk включает в себя шесть пусковых установок M-192 (XM78E3), 36 зенитных управляемых ракет MIM-23A в 12 транспортных контейнерах M-390, две РЛС подсветки цели AN/MPQ-33 HPIR (High Power Illuminator Doppler Radar), одну РЛС поиска и раннего обнаружения AN/MPQ-35 PAR (Pulse Acquisition Radar), одну доплеровскую РЛС AN/MPQ-34 CWAR (Continuous Wave Acquisition Radar), одну РЛС определения дальности AN/MPQ-37 ROR (Range Only Radar), один центральный командный пост AN/TSW-2 BCC (Battery Control Central), одну переносную консоль управления AN/TSW-4 AFCC (Assault Fire Command Console), три самоходных транспортно-заряжающих машины М-501 (XM-501E2), одну станцию проверки ракет AN/MSM-43, шесть электрических генераторов и один карьерный погрузчик для оборудования огневых позиций. Все компоненты комплекса (за исключением самоходных транспортно-заряжающих машин) размещены на буксируемых одноосных трейлерах и соединены друг с другом кабельной сетью (17 кабелей данных и 12 силовых кабелей, длиной по 114 м. Энергоснабжение батареи обеспечивают пять (позднее — семь) дизельных генераторов мощностью по 45 кВт. Из походного положения в боевое батарея переходит за 45 минут (по другим данным — за 60 минут), из боевого в походное — за 30 минут. В особых случаях (например, при высадке десанта) комплекс может работать в минимальной конфигурации AFU (Assault Fire Unit), включающей в себя РЛС CWAR и HPIR, от одной до трёх пусковых установок и переносную консоль управления AFCC. Для перемещения полной батареи Hawk требуется 27 грузовых автомобилей М35 и М36, для перемещения комплекса в конфигурации AFU — 6 таких автомобилей. Численность персонала батареи, включая военнослужащих, занимавшихся обеспечением, охраной, административными функциями и т.п., составляла около 150 человек.
- Состав базовой версии комплекса Hawk
- Батарея
- Минимальная конфигурация (AFU)

#### Улучшенный Hawk
В модернизации «Улучшенный Hawk» добавлены центр сбора и обработки информации AN/MSQ-95 ICC (Information Coordination Central), который работает в связке с BCC, и командный пост взвода AN/MSW-11 PCP (Platoon Command Post). Переносная консоль управления AFCC из состава комплекса была исключена.  Благодаря наличию двух РЛС обнаружения и отдельного командного поста взвода, при необходимости каждый взвод получил возможность функционировать изолированно, в этом случае один взвод включает в себя ВСС, ICC, PAR, ROR, HPIR и 3 M-192, а второй (штурмовой или передовой взвод) — PCP, CWAR, HPIR и 3 M-192. Также возможно формирование усиленных (TRIAD) батарей в составе трёх действующих изолированно взводов: одного обычного и двух штурмовых (AFP), итого в составе усиленной батареи имеется 9 пусковых установок (27 ракет). Штурмовой взвод состоит из командного пункта взвода PCP, радиолокаторов CWAR и HPIR, а также трёх пусковых установок. Батареи могут объединяться в батальоны, включающие в себя четыре обычные или три усиленные батареи.
- Состав комплекса «Улучшенный Hawk»
- Батарея
- Усиленная батарея
- Штурмовой взвод

#### Hawk PIP Фаза III
Модернизация Hawk PIP Фаза III внесла существенные изменения в состав комплекса — из него были исключены центр сбора и обработки информации ICC, а также РЛС определения дальности ROR. Батарея комплекса данной модификации состоит из командного пункта батареи BCP, двух РЛС HPIR, по одной РЛС PAR и CWAR, а также шести пусковых установок. Также возможно конфигурирование комплекса в виде отдельных штурмовых взводов, в обычном (AFP) и усиленном (AFP+) вариантах. Обычный штурмовой взвод включает в себя командный пост взвода PCP, по одной РЛС HPIR и CWAR, а также три-четыре пусковые установки. Усиленный штурмовой взвод имеет тот же состав с добавлением РЛС PAR. Возможны и иные конфигурации комплекса, в частности батареи Hawk PIP Фаза III корпуса морской пехоты США использовали PCP вместо BCP, а также придавали РЛС PAR каждому штурмовому взводу.
- Состав комплекса Hawk PIP Фаза III
- Батарея
- Штурмовой взвод
- Усиленный штурмовой взвод

#### Hawk XXI
В варианте Hawk XXI состав комплекса был ещё более упрощён — РЛС PAR и CWAR были заменены одним радиолокатором AN/MPQ-64 Sentinel, а командные пункты батареи BCP и взвода PCP — на единый пункт распределения огня FDC. Таким образом, батарея Hawk XXI включат в себя одну РЛС Sentinel, две РЛС HPIR, пункт распределения огня FDC и шесть пусковых установок. На практике состав комплекса может варьироваться, в частности в Турции он включает три пусковые установки.
- Состав батареи комплекса Hawk XXI

### Функционирование комплекса
Боевое применение базовой версии комплекса (а также версий в модернизациях «Улучшенный Hawk», Hawk PIP Фаза I и Фаза II) производится следующим образом. Приближающаяся цель обнаруживается и берётся на сопровождение радиолокатором PAR и/или CWAR (в модернизации Hawk PIP Фаза II также возможно обнаружение и сопровождение цели при помощи электронно-оптической системы TAS). Информация обрабатывается центральным командным постом BCC (начиная с версии «Улучшенный Hawk» — также центром сбора и обработки информации ICC), где принимается решение на обстрел цели. При необходимости (в частности, при постановке противником помех) дистанция до цели уточняется при помощи РЛС ROR. В том случае, когда один из взводов работает изолированно, обработку данных с РЛС может производить переносная консоль AFCC, либо (в версии «Улучшенный Hawk» и более новых) командный пост взвода PCP. В соответствии с сигналами из командных постов, РЛС HPIR и пусковые установки разворачиваются в направлении к цели, после чего HPIR берёт цель на сопровождение (в автоматическом либо, при сложной помеховой обстановке, ручном режиме). Когда расчётная точка перехвата оказывается в зоне досягаемости ракет, выбранная пусковая установка производит пуск от одной до трёх ракет. Как правило, если цель находится на дистанции более 20 км, то запускается одна ракета, если дистанция до цели меньше — производится пуск двух ракет. В полёте ракета принимает отражённый от цели радиосигнал РЛС и направляется к цели, используя наведение по методу пропорционального сближения. При сближении ракеты с цели на необходимое расстояние (либо при прямом попадании) при помощи неконтактного либо ударного взрывателя производится подрыв боевой части. Также подрыв ракеты возможен по команде оператора. Оценка результатов атаки производится путём радиолокационного наблюдения, в том случае если цель быстро теряет высоту и скорость, а также фрагментируется, она считается поражённой и HPIR переключается на сопровождение новой цели (при её наличии); в противном случае цель атакуется повторно. Типичная продолжительность последовательности операций от обнаружения цели до её поражения в базовой версии Hawk составляет около 30 секунд.
В версии Hawk PIP Фаза III боевое применение комплекса строится аналогично за исключением отсутствия BCC и ICC (функции которых взял на себя командный пункт батареи BCP) и РЛС ROR (необходимость в которой отпала в связи с повышением помехозащищённости РЛС PAR и CWAR), а также появлением у РЛС HPIR возможности наведения ракет одновременно на несколько целей. В версии Hawk XXI обнаружение и сопровождение цели производится РЛС AN/MPQ-64 Sentinel или электронно-оптическим комплексом, а вся работа по обработке информации и управлению комплексом выполняется пунктом распределения огня FDC.

### Возможности комплекса
Комплекс Hawk способен поражать цели в сложных погодных условиях и при применении противником помех. В базовой версии комплекса дальность поражения высоколетящих целей составляет от 2 км до 32 км, низколетящих целей от 3,5 км до 16 км, высота поражения — от 60 м до 13,7 км, максимальная скорость перехватываемых целей — 1600 км/ч, вероятность поражения цели одной ракетой оценивается в 50 — 60 %. В модернизации «Улучшенный Hawk» (и всех последующих) максимальная дальность поражения высоколетящих целей увеличилась до 40 км, минимальная — уменьшилась до 1,5 км, низколетящих целей — до 20 км и 2,5 км соответственно, максимальная высота поражения цели возросла до 17,7 км, минимальная высота поражения, согласно некоторым источникам, снизилась до 30 м. По некоторым данным, при использовании ракет MIM-23K/J максимальная дальность поражения возросла до 45 км, максимальная высота — до 20 км. Вероятность поражения цели одной ракетой возросла до 85 %.
Обычная батарея Hawk (до версии Hawk PIP Фаза II включительно) может одновременно обстреливать две цели (по одной на каждую РЛС HPIR), при этом на каждую цель для повышения вероятности её поражения могут одновременно наводиться до трёх ракет. В версиях Hawk PIP Фаза III и Hawk XXI за счёт внедрения системы LASHE количество одновременно обстреливаемых целей было увеличено до 12 (по 6 на каждую РЛС HPIR).
Комплекс является авиатранспортабельным и может перевозиться транспортными самолётами С-130, С-141, С-5, а также тяжёлыми транспортными вертолётами.

### Ракеты
Ракеты ЗРК Hawk, как и сам комплекс, неоднократно модернизировались.
| Отличия                                                                 | Год принятия на вооружение | Индекс       |
| ----------------------------------------------------------------------- | -------------------------- | ------------ |
| Прототип                                                                | 1957                       | нет          |
| Ракета базовой версии Hawk                                              | 1959                       | (M3) MIM-23A |
| Ракета версии «Улучшенный Hawk» Новый двигатель, увеличенная боеголовка | 1971                       | MIM-23B      |
| Улучшенная защита от помех                                              | 1982                       | MIM-23C/D    |
| Улучшенная защита от помех                                              | 1990                       | MIM-23E/F    |
| Изменённый корпус                                                       | 1992                       | MIM-23G/H    |
| Новые боеголовка и взрыватель (против баллистических ракет)             | 1994                       | MIM-23K/J    |
| Новый взрыватель, старая боеголовка                                     | 1995                       | MIM-23L/M    |

Используемая в базовой версии Hawk зенитная управляемая ракета MIM-23А имеет длину 5,08 м, диаметр корпуса — 0,37 м, размах крыльев — 1,21 м, стартовую массу — 584 кг. Ракета выполнена по аэродинамической схеме «бесхвостка», имеет пулевидную форму с цилиндрическим корпусом и заострённой головной частью, а также хвостовой частью слегка конической формы. Оперение ракеты состоит их четырёх крестообразно расположенных трапециевидных крыльев, которые идут примерно от середины корпуса до хвоста. Крылья имеют управляемые плоскости на задней кромке — элевоны. Большую часть ракеты занимает двухрежимный однокамерный твердотопливный двигатель Aerojet M22E8, развивающий значительную тягу после пуска и затем снижающий её и поддерживающий равномерное горение на маршевом участке траектории, что позволило отказаться от стартового ускорителя. Двухрежимность обеспечивается за счёт применения двухслойного заряда, состоящего из «быстро горящего» внутреннего слоя с Y-образными каналами для увеличения площади горения и «медленного горящего» внешнего слоя. При пуске зажигается внутренний слой, обеспечивающий стартовое ускорение, продолжительность его горения составляет 5 секунд при тяге 6800 кгс. После его выгорания зажигается внешний слой, обеспечивающий полёт на маршевом участке, продолжительность его горения составляет 27 секунд при тяге 850 кгс. Поджиг заряда производится при помощи воспламенителя, представляющего собой перфорированную стальную трубу с пиротехническим составом, проходящую по центральному каналу топливного заряда. Максимальная скорость ракеты, по разным данным, достигает 780 м/с или 2,7 М, максимальные перегрузки при маневрировании — 12g. При хранении и транспортировке ракета находится в герметичном контейнере М-390 в частично разобранном состоянии, с отделённым оперением, детонаторами и некоторыми другими элементами.
В головной части ракеты расположены радиолокационная полуактивная головка самонаведения, управляющая электроника, гидравлические приводы и электрическая батарея. За изготовленным из радиопрозрачного материала обтекателем находится направленная антенна, установленная на карданном подвесе с гидравлическими сервоприводами. В процессе наведения антенна автоматически поворачивается так, чтобы находиться зоне максимально сильного отражённого от цели сигнала, а электроника ракеты подаёт соответствующие сигналы на гидравлические приводы, приводящие в действие элевоны. Для максимальной точности наведения ракета при помощи отдельной, размещённой на корпусе ракеты всенаправленной антенны принимает не только отражённый от цели сигнал, но и более широкий «референтный» сигнал РЛС. Электроника ракеты сопоставляет отражённый и референтный сигнал, используя эффект Доплера. Управление ракетой в полёте производится гидравлической сервосистемой, давление жидкости в которой поддерживается при помощи подаваемого из баллона сжатого азота. Электропитание систем ракеты обеспечивает электролитическая батарея, при этом жидкий электролит хранится в отдельном резервуаре и подается в гальванические ячейки при пуске при помощи специальной вытеснительной пиротехнической системы. Батарея выходит на рабочий режим за одну секунду и обеспечивает электропитание в течение 110 секунд.
Боевая часть осколочно-фугасного типа XM5E2 массой 54 кг находится между батареей и ракетным двигателем. Представляет собой пластиковый контейнер формой, близкой к сферической, начинённый взрывчатым веществом H6, обложенным готовыми поражающими элементами в виде 4000 стальных кубиков весом около 8 граммов каждый. При подрыве разлетающиеся поражающие элементы формируют коническое поле под углом в 18 градусов от курса ракеты. Подрыв боевой части производится по сигналу неконтактного взрывателя доплеровского типа M82 либо ударного взрывателя (срабатывающего при прямом попадании ракеты в цель). Сам подрыв инициируется двумя электрическими детонаторами T20E1. Также ракета имеет устройство взведения/безопасности M100, отвечающее за взвод детонаторов при пуске ракеты (для взвода необходимо ускорение в течение нескольких секунд, что предотвращает взвод вследствие случайного удара или падения ракеты), оно же производит самоликвидацию ракеты в случае потери цели, промаха или поломки ракеты.
В версии «Улучшенный Hawk» используется ракета MIM-23В. Она оснащена новым ракетным двигателем Aerojet M112, что позволило увеличить максимальную дальность перехвата цели до 40 км, а максимальную высоту — до 17,7 км. Максимальные перегрузки при маневрировании возросли до 15g. Введена новая боевая часть с увеличенным радиусом поражения весом 74 кг, снаряжённая 14 000 сферическими поражающими элементами весом по 2 г, разлетающимися при взрыве под углом 70 градусов. Стартовая масса ракеты возросла до 638 кг (по другим данным — до 627 кг). Кроме того, эта версия ракеты не требовала существенного обслуживания персоналом батареи.
Дальнейшие модернизации привели к появлению ракет MIM-23C, MIM-23D, MIM-23E и MIM-23F, обладающих повышенной устойчивостью к применению противником средств радиоэлектронной борьбы. Существует предположение, что MIM-23D имеет активную головку самонаведения, позволяющую ракете наводиться на источник помех. Ракеты MIM-23G и MIM-23H имеют изменённую конструкцию корпуса. Ракеты MIM-23K и MIM-23J несут новую боеголовку, оптимизированную для поражения баллистических ракет — в ней используются более тяжёлые поражающие элементы весом в 35 грамм, а также быстродействующий взрыватель; максимальная дальность перехвата возросла до 45 км, а максимальная высота — до 20 км. Ракеты MIM-23L и MIM-23M используют старую боеголовку с новым быстродействующим взрывателем.
- Ракеты комплекса Hawk
- Ракеты MIM-23А на пусковой установке
- Ракета MIM-23
- Радиолокационная головка самонаведения ракеты MIM-23

### РЛС
В ходе модернизаций состав радиолокационного оборудования комплекса и конкретные модели входящих в него РЛС неоднократно изменялись.
| РЛС  | Базовый Hawk      | Улучшенный Hawk | PIP фаза I | PIP фаза II | PIP фаза III | Hawk XXI  |
| ---- | ----------------- | --------------- | ---------- | ----------- | ------------ | --------- |
| PAR  | AN/MPQ-35         | AN/MPQ-50       | AN/MPQ-50  | AN/MPQ-50   | AN/MPQ-50    | AN/MPQ-64 |
| CWAR | AN/MPQ-34         | AN/MPQ-48       | AN/MPQ-55  | AN/MPQ-55   | AN/MPQ-62    | AN/MPQ-64 |
| HPIR | AN/MPQ-33 или -39 | AN/MPQ-46       | AN/MPQ-46  | AN/MPQ-57   | AN/MPQ-61    | AN/MPQ-61 |
| ROR  | AN/MPQ-37         | AN/MPQ-51       | AN/MPQ-51  | AN/MPQ-51   | нет          | нет       |

#### Базовая версия Hawk
РЛС поиска и раннего обнаружения AN/MPQ-35 PAR является основным источником данных для батареи. Она предназначена для обнаружения целей на дистанции до 100 км на больших и средних высотах, отбора помех и ложных целей, идентификации целей при помощи встроенной в РЛС системы «свой — чужой». РЛС кругового обзора работает в диапазоне 1250—1350 МГц, имеет мощность 450 кВт. Конструктивно представляет собой смонтированную на прицепе двояковогнутую параболическую решётчатую антенну — рефлектор размерами 6,7×1,4 м, вращающуюся с частотой 20 оборотов в минуту. При транспортировке антенна складывается.
РЛС AN/MPQ-34 CWAR с плоской антенной предназначена для обнаружения целей на малых высотах на дальности до 40 км (по другим данным до 60 км). РЛС кругового обзора имеет мощность 200 Вт, работает в диапазоне X (10 ГГц) и использует эффект Доплера, позволяя выделять движущиеся цели на фоне помех от рельефа. В обычных условиях функционирует совместно с РЛС PAR, дополняя её, но при выделении одного из взводов на изолированную работу придаётся ему, и в этом случае функционирует автономно. При совместной работе PAR и CWAR их частота вращения синхронизируется, чтобы исключить появление не просматриваемых зон.
Радиолокационный дальномер AN/MPQ-37 ROR предназначен для определения точной дистанции до цели на дальности до 65 км в сложной помеховой обстановке, то есть при активном применении противником средств радиоэлектронной борьбы. Станция не является постоянно действующим компонентом системы и включается только по необходимости. Является импульсной РЛС мощностью 120 кВт, работающей в диапазоне 15,5—17,5 ГГц. Конструктивно представляет собой параболическую антенну-рефлектор диаметром 1,22 м.
РЛС подсветки цели AN/MPQ-33 HPIR предназначен для сопровождения цели и её подсветки радиолокационным лучом, отражённый сигнал которого принимается головкой самонаведения ракеты. В особых случаях (при отсутствии остальных РЛС) может также выполнять функции радара обнаружения. Радиолокатор имеет мощность 125 Вт, работает в диапазоне 10—10,25 ГГц. Конструктивно приём и передача сигнала разделены по двум круглым антеннам (передающей и принимающей), что придаёт РЛС характерную «ушастую» форму. Через несколько лет после приёма вооружения данная РЛС была заменена на модернизированный вариант AN/MPQ-39, имеющий мощность 200 Вт и работающий в диапазоне 10 ГГц, что обеспечило повышение дальности обнаружения целей до 60 км и бо́льшую устойчивость к помехам. После этого название HPIR перешло к ней, а AN/MPQ-33 стали именовать LPIR (Low Power Illuminator Doppler Radar). РЛС HPIR соединена с пусковыми установками при помощи кабелей через блок управления пусковой секцией (также называемый J-коробкой), осуществляющий маршрутизацию сигналов.

#### Улучшенный Hawk
При модернизации комплекса до варианта «Улучшенный Hawk» все входящие в его состав РЛС были заменены на новые версии. РЛС PAR представлена моделью AN/MPQ-50, отличающуюся от предыдущей версии работой в диапазоне 1000—2000 МГц и лучшей защитой от применения противником как пассивных, так и активных помех. Дальность обнаружения целей с ЭПР 3 м² составляет 104 км, с ЭПР 1 м² — 79 км. РЛС CWAR заменена на модель AN/MPQ-48 с увеличенной мощностью, дальность обнаружения целей с ЭПР 3 м² составляет 69 км, с ЭПР 1 м² — 52 км. Радиолокационный дальномер ROR заменён на модель AN/MPQ-51, работающую в диапазоне 17,5 — 25 ГГц, дальность обнаружения целей с ЭПР 3 м² составляет 83 км, с ЭПР 1 м² — 63 км. РЛС HPIR заменена на модель AN/MPQ-46, работающую в диапазоне 6 — 12,5 ГГц, дальность обнаружения целей с ЭПР 3 м² составляет 69 км, с ЭПР 1 м² — 52 км.

#### Hawk PIP
В ходе модернизации Hawk PIP фаза I РЛС AN/MPQ-48 была заменена на модель AN/MPQ-55, отличающуюся вдвое большей мощностью излучения, что улучшило возможности по обнаружению маловысотных целей, а также РЛС получила возможность определять дальность до цели при помощи частотной модуляции. В свою очередь, в ходе модернизации Hawk PIP фаза III эта РЛС была заменена на модель AN/MPQ-62, отличающуюся использованием цифровых средств обработки данных. В ходе модернизации Hawk PIP фаза II РЛС AN/MPQ-46 была заменена на модель AN/MPQ-57, отличающуюся использованием транзисторной электроники вместо ламповых приборов, в свою очередь в ходе модернизации Hawk PIP фаза III её сменила РЛС AN/MPQ-61 с внедрённой системой LASHE, позволяющей обстреливать одновременно несколько целей.

#### Hawk XXI
В модернизации Hawk XXI радиолокаторы PAR и CWAR были заменены на единую РЛС AN/MPQ-64 Sentinel. Это радиолокационная станция с активной антенной фазированной решёткой, вращающейся с частотой 30 об/мин. РЛС работает в Х-диапазоне, максимальная дальность обнаружения целей составляет 75 км.
- Радиолокационные станции комплекса Hawk
- РЛС поиска и раннего обнаружения PAR
- РЛС для обнаружения целей на малых высотах CWAR
- Радиолокационный дальномер ROR
- РЛС подсветки и сопровождения целей HPIR
- РЛС AN/MPQ-64 Sentinel

### Средства управления
Состав средств управления комплекса разных модификаций:
| Фургон управления | Базовый Hawk                         | Улучшенный Hawk | PIP фаза I | PIP фаза II         | PIP фаза III  | Hawk XXI |
| ----------------- | ------------------------------------ | --------------- | ---------- | ------------------- | ------------- | -------- |
| ВСС               | AN/TSW-2                             | AN/TSW-8        | AN/TSW-11  | AN/TSW-11           | BCP AN/MSW-21 | FDC      |
| IСС               | нет                                  | AN/MSQ-95       | AN/MSQ-95  | AN/MSQ-110 или -111 | BCP AN/MSW-21 | FDC      |
| PCP               | AN/MSW-9 (только в варианте SP Hawk) | AN/MSW-11       | AN/MSW-11  | AN/MSW-13 или -14   | AN/MSW-20     | FDC      |

Средства управления батареей базовой версии Hawk состоят из центрального командного поста ВСС, а также переносной консоли управления AFCC. Центральный командный пост AN/TSW-2 BCC является основным управляющим центром батареи и представляет собой фургон, смонтированный на грузовом автомобиле М36. В нём размещаются пять операторов (офицер тактического управления и его помощник, оператор азимутальной скорости и два оператора управления огнём), пять терминалов управления, а также аппаратура, отражающая воздушную обстановку. На BCC принимаются решения о боевой работе батареи — какие цели и когда будут обстреляны, какими взводами и каким количеством ракет. Переносная консоль управления AN/TSW-4 AFCC с персоналом из двух человек применяется для управления огнём комплекса в минимальной и максимально мобильной конфигурации, состоящей из AFCC, CWAR, HPIR и от одной до трёх пусковых установок.
В ходе модернизаций комплекса средства управления постепенно изменялись и обновлялись. В варианте SP Hawk в составе батареи появился командный пост взвода AN/MSW-9 PCP (Platoon Command Post), который имеет необходимое для управления вторым огневым взводом оборудование, в том числе и при работе в изолированном от BCC режиме, а при необходимости PCP может взять на себя управление всей батареей. Расчёт PCP состоит из трёх человек — офицера управления, оператора РЛС и оператора связи. В версии «Улучшенный Hawk» в состав батареи был дополнительно включён центр сбора и обработки информации AN/MSQ-95 ICC, который работает в связке с BCC, занимаясь сбором и обработкой информации с радиолокационных станций, также в его функции входит идентификация цели при помощи системы «свой-чужой» (антенна системы находится на крыше фургона). Расчёт ICC состоит из двух человек. Кроме того, в этой версии были обновлены BCC и PCP, в итоге средства управления батареей стали включать в себя AN/TSW-8 BCC, AN/MSQ-95 ICC и AN/MSW-11 PCP, в версии PIP фаза II — AN/TSW-11 BCC, AN/MSQ-110 (или AN/MSQ-111) ICC и AN/MSW-13 (или AN/MSW-14) PCP. При модернизации PIP фаза III вместо BCC и ICC был введён командный пункт батареи BCP (Battery Command Post), в котором размещаются командир батареи, два оператора управления огнём и оператор связи, а также значительно модернизирован PCP, до версии AN/MSW-20. Оборудование BCP и PCP было унифицировано (отличаясь наличием рабочего места для второго оператора управления огнём и дополнительных компьютерных блоков в BCP).
В варианте Hawk XXI BCP и PCP заменены на мобильный пункт распределения огня FDC (Fire Distribution Center) разработки норвежской фирмы «Конгсберг». Расчёт FDC включает двух операторов, он оборудован компьютерными системами с дисплеями и системами связи, обеспечивающими управление огнём батареи. FDC способен управлять огнём до восьми пусковых установок Hawk, а также обеспечивает интеграцию с зенитно-ракетным комплексом Patriot, что позволяет использовать РЛС Patriot для целеуказания ракет Hawk. Кроме того, FDC может управлять огнём других средств ПВО (зенитно-ракетные комплексы, ПЗРК, зенитные орудия).
- Средства управления комплекса Hawk
- Командный пункт батареи BCP
- Пункт распределения огня FDC
- Интерьер центра сбора и обработки информации ICC
- Рабочее место оператора
- Переносная консоль управления AFCC

### Пусковая установка
Пусковая установка М-192 (другой индекс — XM78E3, начиная с версии «Улучшенный Hawk» используется модернизированный вариант установки с индексом XM192E1) смонтирована на одноосном прицепе, в боевом положении фиксируется при помощи трёх откидных упоров и горизонтируется домкратами. На установке на рельсовых направляющих размещаются три ракеты, две снизу и одна сверху, также она оборудована гидравлическими приводами, с помощью которых подвижная часть пусковой установки вместе с ракетами автоматически разворачивается в сторону цели. Подвижная часть пусковой установки может вращаться в горизонтальной плоскости на 360°, что позволяет вести стрельбу в любом направлении. Также на пусковой установке расположена аппаратура, обеспечивающая наведение ракет перед пуском в точку упреждения и их подготовку к старту. В базовой версии Hawk перемещение пусковой установки вместе с ракетами не допускается, такая возможность появилась только в установках, модернизированных в середине 1990-х годов для Корпуса морской пехоты США.

### Транспортно-заряжающая машина
Малогабаритная самоходная транспортно-заряжающая машина М-501 (другой индекс — XM501E2, начиная с версии «Улучшенный Hawk» используется модернизированный вариант машины с индексом XM501E3) выполнена на базе гусеничного шасси, оборудованного гидравлической погрузочной стрелой. Машина берёт три ракеты с транспортной палеты, перемещается к пусковой установке и производит её полную перезарядку, то есть одновременно помещает на пусковую установку сразу три ракеты. При перемещении комплекса машина транспортируется в кузове грузового автомобиля.
- Пусковая установка и транспортно-заряжающая машина комплекса Hawk
- Пусковая установка (без ракет)
- Транспортно-заряжающая машина(без ракет)
- Процесс заряжания пусковой установки
- Пусковая установка и транспортно-заряжающая машина (в кузове грузовика)

## Модернизации
Зенитно-ракетный комплекс Hawk неоднократно модернизировался, как в стране-разработчике (США), так и в других странах.

### Модернизации США

#### Самоходный Hawk
Программа создания самоходной версии Hawk (SP Hawk) прорабатывалась с 1963 года, в 1965 году армия США заключила контракт с фирмой «Рейтеон», предусматривающий создание такой версии комплекса. Опытный образец комплекса был представлен в 1967 году, в 1969 году самоходная версия комплекса была принята на вооружение. Отличием данной версии от базовой являлось использование самоходных пусковых установок ХM727, представлявших собой пусковые установки XM78E3, смонтированные на гусеничном шасси M727 (созданном на базе гусеничного транспортёра М548). Также, самоходные пусковые установки были оборудованы кабиной, вмещавшей водителя и трёх членов расчёта, дизель-генератором мощностью 60 кВт, катушкой кабеля и защитным экраном, прикрывавшим кабину от воздействия раскалённых газов при пуске ракеты. Пусковые установки допускали движение с установленными на них ракетами. Также в состав комплекса был введён командный пункт взвода AN/MSW-9 PCP (Platoon Command Post), представляющий собой консоль управления AFCC, смонтированную на прицепе и дополненную системой «свой-чужой», а также радиостанциями. Эти изменения позволили сократить количество транспортных средств, необходимых для перемещения комплекса, а также повысить скорость его перемещения и уменьшить время его развёртывания. Штурмовой взвод SP Hawk включал в себя три самоходные пусковые установки, которые буксировали PCP, HPIR и CWAR. Всего было изготовлено 70 самоходных пусковых установок Hawk, стоимостью $200 тысяч каждая. Помимо вооружённых сил США, эта модификация также использовалась армией Израиля и Греции. Опыт эксплуатации показал, что чувствительная электроника ракеты плохо переносила транспортировку на гусеничном шасси, кроме того, самоходные пусковые установки страдали от механических неисправностей и утечек масла, что приводило к пожарам. В итоге, после нескольких лет эксплуатации в середине 1970-х годов SP Hawk были сняты с вооружения и заменены на буксируемые системы. В то же время, идея добавления в систему командного пункта взвода оказалась удачной и он, в модернизированном варианте, был включён в состав следующей модернизации буксируемой версии. В конце 1970-х годов компаниями «Рейтеон» и «Локхид» был предложен ещё один вариант самоходной версии Hawk, с размещением радаров, пусковых установок и средств управления на тяжёлом восьмиколёсном автомобиле Dragon Wagon. Был собран и испытан прототип, но на вооружение эта версия принята не была.

#### Улучшенный Hawk
Опыт эксплуатации базовой версии комплекса выявил ряд проблем. Его электронная часть, построенная на вакуумных лампах, имела ограниченный ресурс и плохо подходила для условий постоянной эксплуатации. Электроника BCC и радиолокационных станций легко повреждалась при колебаниях напряжения. РЛС CWAR и HPIR испытывали проблемы селекции низколетящих медленных целей от помех с земли. Вероятность поражения цели одной ракетой, составлявшая 60 %, оценивалась как недостаточная. Время реакции системы, с учётом появления скоростных советских истребителей Су-15 и бомбардировщиков Ту-22, стало оцениваться как недостаточное. В результате, были начаты работы по модернизации комплекса. Первая программа модернизации была инициирована армией США в 1964 году (компанией-разработчиком прорабатывалась с 1962 года) и носила название HAWK/HIP (HAWK Improvement Program). Первый прототип обновлённого комплекса был изготовлен в 1969 году. Модернизированный комплекс, получивший наименование «Улучшенный Hawk» («Усовершенствованный Hawk», Improved Hawk, I-Hawk) был принят на вооружение в 1971 году, первый новый комплекс поступил в части в 1972 году, а к 1978 году все ЗРК Hawk армии и корпуса морской пехоты США были заменены на модернизированную версию. Задачей модернизации комплекса являлось улучшение его боевых возможностей, особенно в части борьбы с маловысотными целями, быстрыми и активно маневрирующими целями, а также обеспечение работы комплекса в условиях электронных помех. Также, одной из задач являлось повышение эксплуатационной надёжности комплекса. Наиболее значимыми изменениями являлись:
- Внедрение центрального цифрового координатора с автоматическим процессором данных в центральном командном посту батареи, что позволило автоматизировать процесс обработки данных о целях и результатах перехвата;
- Использование новой ракеты MIM-23B с более тяжёлой боевой частью, новым более эффективным двигателем и улучшенной аппаратурой самонаведения;
- Модернизация всех входящих в состав комплекса РЛС, с повышением дальности обнаружения (PAR — до 120 км, CWAR — до 60 км, HPIR — до 80 км);
- Перенос системы «свой-чужой» c РЛС PAR на фургоны управления;
- Внедрение усовершенствованного командного пост взвода AN/MSW-11 PCP (ранее имевшегося только в версии SP Hawk в версии AN/MSW-9);
- Внедрение центра сбора и обработки информации AN/MSQ-95 ICC (Information Coordination Central);
- Замена большей части электроники на вакуумных лампах на твердотельную;
- Увеличение мощности электрогенераторов до 60 кВт;
- Исключение переносной консоли управления AFCC;
- Небольшие модификации пусковой установки (до версии XM192E1) и транспортно-заряжающей машины (до версии XM501E3) для обеспечения совместимости с новыми ракетами.

В результате модернизации как РЛС, так и ракета стали более эффективно отличать цель от помех со стороны земли, что, по некоторым источникам, позволило снизить минимальную высоту поражения до 30 м. Увеличилась максимальная дальность и высота поражения целей, сократилась минимальная дальность применения комплекса, возросла вероятность поражения цели одной ракетой до 85%.

#### Hawk PIP
С появлением в СССР новых боевых самолётов МиГ-27, Су-24 и Су-25, многие из которых обладали возможностями радиоэлектронной борьбы, а также вертолётов-постановщиков помех Ми-8СМВ и противорадиолокационных ракет, эффективность комплексов I-Hawk была поставлена под сомнение. Кроме того, хотя эксплуатационная надёжность комплекса после проведённой модернизации возросла, она все ещё оценивалась как недостаточная, поскольку I-Hawk требовал интенсивного обслуживания и постоянного снабжения запчастями. В результате, в 1973 году в США были начаты работы по программе модернизации Hawk PIP (Product Improvement Plan). Модернизация проводилась в три фазы (этапа).
Модернизация Фазы I включала в себя:
- Замену РЛС CWAR AN/MPQ-48 на модернизированную AN/MPQ-55, отличающуюся вдвое большей мощностью и увеличенной дальностью обнаружения целей;
- Добавление к РЛС PAR AN/MPQ-50 цифровой системы индикации движущихся целей;
- Замену центрального командного поста (ВСС) AN/TSW-8 на AN/TSW-11;
- Подключение комплекса к цифровой военной системе связи Army Tactical Data Link (ATDL).

Эксплуатируемые вооружёнными силами США комплексы Hawk были модернизированы по Фазе I в 1979—1981 годах, в других странах переход на данную модификацию был завершён в 1984 году.
Модернизация Фазы II включала в себя:
- Замену РЛС подсветки цели AN/MPQ-46 на модернизированную AN/MPQ-57, в которой блоки с электровакуумными лампами были заменены на современные, с использованием твердотельных элементов. Кроме того, на РЛС была добавлена электронно-оптическая (телевизионная) система сопровождения целей TAS (Tracking Adjunct System) под обозначением OD-179/TVY, повысившая эффективность комплекса в условиях активного применения противником средств РЭБ. Система TAS разработана фирмой Northrop, размещена на гиростабилизированной платформе и обеспечивает 10-кратное увеличение, обеспечивает ручное или автоматическое обнаружение цели, её захват и сопровождение, с последующим наведением на неё РЛС HPIR. В оригинальной версии система могла использоваться только днём в хорошую погоду, в модернизированной версии ITAS, разработка которой была завершена в 1991 году, был добавлен инфракрасный канал, что позволило обеспечить наблюдение целей ночью, а также днём в условиях ограниченной видимости (облачность, дымка и т. п.);
- Замену центра сбора и обработки информации (IСС) AN/MSQ-95 на AN/MSQ-110 (вариант для армии США) или AN/MSQ-111 (вариант для корпуса морской пехоты США);
- Замену командного поста взвода AN/MSW-11 PCP на AN/MSW-13 (вариант для армии США) или AN/MSW-14 (вариант для корпуса морской пехоты США);
- Использование ракет MIM-23C и MIM-23D, отличающихся улучшенными возможностями работы в условиях применения средств РЭБ и большей скоростью.

Разработка модернизации Фазы II была начата в 1978 году, работы по модернизации эксплуатируемых США комплексов были проведены в 1983—1986 годах.
Модернизация Фазы III внесла значительные изменения в комплекс и включала в себя:
- Замену центрального командного поста BCC и центра сбора и обработки информации ICC на командный пункт батареи BCP AN/MSW-21;
- Модернизацию командного поста взвода PCP на версию AN/MSW-20 с заменой большей части оборудования на новое, унифицированное с оборудованием BCP (отличием PCP от BCP является наличие одной тактической консоли вместо двух). Внедрено современное высокоэффективное компьютерное оборудование, включающее, в числе прочего, специальный тренажёр для обучения персонала, содержащий 25 смоделированных сценариев, в том числе сценарии группового нападения и нападения с применением средств РЭБ. Наличие интегрированного тренажёра позволило исключить отдельный полевой тренажёр TPQ-29. Весь объём фургона кондиционирован и снабжён фильтровентиляционной установкой, обеспечивающей функционирование персонала и оборудования в условиях применения оружия массового поражения;
- Замену РЛС подсветки цели AN/MPQ-57 на новую версию AN/MPQ-61, оборудованную микрокомпьютером, а также системой «маловысотного одновременного поражения» LASHE (Low-Altitude Simultaneous Hawk Engagement). Система LASHE позволила комплексу одновременно перехватывать несколько низколетящих целей (до 6 на каждую РЛС), противостоя массированному налёту. Такие возможности появились в результате применения РЛС быстро перемещающегося веерообразного луча, что позволило охватить им значительно большую площадь;
- Замену РЛС обнаружения маловысотных целей AN/MPQ-55 на новую версию AN/MPQ-62, использующую цифровые средства обработки данных. Также изменён сигнал РЛС, что позволило определять дальность до цели и её скорость за одно сканирование;
- Переход на полнодуплексную цифровую связь между BCP/PCP и РЛС CWAR и HPIR, что позволило исключить тяжёлый многожильный соединительный кабель, заменив его на обычный телефонный кабель;
- Исключение из состава комплекса радиолокационного дальномера ROR.

Комплексы Hawk, модернизированные по программе PIP Фаза III, обладают возможностью взаимодействия с зенитно-ракетным комплексом большой дальности Patriot. При этом информационно-координационный центр (ICC) Patriot может управлять огнём Hawk. В 1991 году была продемонстрирована возможность взаимодействия комплекса Hawk с мощной радиолокационной станцией AN/TPS-59, состоящей на вооружении корпуса морской пехоты США, что повышало эффективность применения комплекса против баллистических ракет, чему также способствовало принятие на вооружение модернизированной ракеты MIM-23K с более крупными поражающими элементами и более чувствительным взрывателем. Разработка модернизации Фазы III была начата в 1981 году, первые модернизированные комплексы были введены в эксплуатацию в 1989 году, развёртывание было завершено в 1991 году. Эффективность комплекса при перехвате баллистических ракет была проверена в ходе испытаний на полигоне Уайт-Сэндс. В сентябре 1994 года комплексом Hawk были успешно перехвачены две баллистические ракеты малой дальности MGM-52 Lance, а в августе 1996 года батарея Hawk одновременно поразила одну ракету MGM-52 и два беспилотных летательных аппарата.
Планировались дальнейшие модернизации комплекса по программе PIP Фаза IV (и, возможно, Фаза V) с внедрением новых, более скоростных и мощных ракет, обновленного электронно-оптического комплекса и улучшенными возможностями по борьбе с баллистическими ракетами, но в связи со снятием Hawk с вооружения в США они не были реализованы.

#### Silent Hawk
Также имеет название Alpha System. Засекреченная модификация систем Hawk PIP II и III, использующая ракету с пассивным наведением на радиосигналы, излучаемые самолётами противника. Включает в себя специальную ракету, замаскированный под электрогенератор датчик, установленный в PCP блок управления и модифицированную пусковую установку. Система была принята на вооружение и использовалась в ходе войны в Персидском заливе.

#### Повышение мобильности
В 1989 году была начата и в 1992 году завершена разработка программы модернизации HAWK Mobility, Survivability and Enhancement (HMSE), направленной на повышение его мобильности. По этой программе в 1993—1996 годах были модернизированы 43 комплекса корпуса морской пехоты США. Модернизация заключалась в доработке пусковых установок и включала в себя:
- Замену электроники на современную микрокомпьютерную технику, что обеспечило полнодуплексную цифровую связь между пусковой установкой и BCP/PCP, и позволило исключить тяжёлый многожильный соединительный кабель, заменив его на обычный телефонный кабель. Также это позволило увеличить максимальное расстояние между пусковыми установками и BCP/PCP с 110 м до 2000 м;
- Обеспечение возможности буксировки пусковой установки с установленными на ней ракетами;
- Модернизация гидравлики установки с заменой её на более надежную, потребляющую в шесть раз меньше электрической мощности и имеющую пониженные акустические и тепловые сигнатуры;
- Внедрение гироскопической системы определения направления на север, что позволило быстро ориентировать установку в любых погодных условиях, без необходимости использования оптических приборов и обеспечения прямой видимости между компонентами комплекса.

Модернизация позволила сократить количество необходимых для транспортировки комплекса автомобилей с 14 до 7, уменьшить время развёртывания комплекса с 60 минут до 30 минут, свёртывания — с 30 до 10 минут, время наработки на отказ пусковой установки возросло с 411 до 906 часов.

#### Hawk XXI
Модернизация Hawk XXI была разработана в начале 2000-х годов американской фирмой «Рейтеон» и норвежской компанией «Конгсберг» и предлагалась пользователям комплекса за пределами США (поскольку в США комплекс к тому времени уже был снят с вооружения). Модернизация включала в себя замену радиолокаторов PAR и CWAR (также имеется версия с сохранением CWAR) на одну РЛС с антенной фазированной решёткой AN/MPQ-64 Sentinel (концепция замены двух РЛС комплекса на единую РЛС ACWAR прорабатывалась в США в 1990-х годах, но не была реализована по причине снятия комплекса с вооружения и малой дальности работы ACWAR, составлявшей 20 км), а также замену BCP и PCP на разработанный компанией «Конгсберг» и используемый в составе ЗРК NASAMS современный мобильный пункт распределения огня FDC (Fire Distribution Center). Комплексы Hawk XXI были поставлены Турции в 2005 году (8 единиц), Марокко в 2010 году (6 единиц), также в 2018 году Румыния модернизировала 8 комплексов до Hawk XXI. В 2013 году планировалась поставка трёх батарей в Ирак, но эти планы реализованы не были. Отдельные элементы данной версии использовались для модернизаций комплекса в Греции (в части использования FDC) и в Южной Корее (в части использования РЛС Sentinel).

### Модернизации в других странах

#### Норвегия
Норвегия в 1984—1989 годах провела масштабную модернизацию шести батарей «Улучшенный Hawk», получившую название Norwegian Adapted HAWK (NOAH). Модернизация включала в себя замену радиолокаторов PAR, CWAR и ROR на одну РЛС AN/TPQ-36A фирмы «Рейтеон», обладающей возможностью отслеживания более 60 целей на расстоянии до 75 км, частота обновления две секунды. В качестве дополнительного средства обнаружения использовалась инфракрасная система наблюдения NTAS, представляющая собой раннюю версию немецкой системы HEOS, расположенная на РЛС HPIR. Все средства управления (BCC, ICC и PCP) батареи были заменены на один пункт распределения огня FDC фирмы «Конгсберг». Комплексы NOAH находились на вооружении до конца 1990-х годов, используясь для защиты аэродромов, пока не были заменены на ЗРК NASAMS, являющимся дальнейшим развитием NOAH.

#### Дания
Дания в 1998—2001 годах модернизировала 8 имевшихся у неё батарей Hawk по программе DEHAWK, предусматривающей замену большей части элементов комплекса. В комплексе DEHAWK основной боевой единицей стал взвод, состоящий из РЛС Airsys RAC-3D фирмы Thomson-CSF с дальностью обнаружения 100 км, центра управления фирмы TERMA Elektronik AS, РЛС AN/MPQ-46 с двумя оптическими системами поиска и слежения (дальность обнаружения 40 км) и трёх пусковых установок. Все элементы комплекса соединены волоконно-оптическими линиями связи, что позволяет размещать их на расстоянии до 1000 м друг от друга. Отдельные взводы могут взаимодействовать друг с другом и с центрами управления ПВО при помощи системы DEHAWK SAM Area Communication System (SACS), создающей ячеистую сеть тактических радиоканалов прямой видимости.

#### Швеция
Базовая версия Hawk получила в Швеции собственный индекс Rbs 67. В 1980 году система была модернизирована с использованием шведского оборудования до версии Rbs 77, а в 2006 году — до версии Rbs 97. В версиях RBS 77 и RBS 97 комплекс состоит из автономных взводов, каждый из которых включает в себя РЛС обнаружения шведского производства PS-707/R (в версии Rbs 97 — Giraffe AMB 3D), совмещённую с пунктом управления, РЛС подсветки PE-541/R (в версии Rbs 97 — PE-541/M или, по другим данным, PE-542), представляющую собой модернизацию оригинальной РЛС HPIR, и две пусковые установки.

#### Япония
В Японии комплексы Hawk прошли три последовательных модернизации. В 1987 году была проведена модернизация Hawk Type I, заключавшаяся в замене значительного количества американских электронных блоков японскими, что, помимо прочего, повысило устойчивость комплекса к применению активных помех. В ходе модернизации Hawk Type II две американские РЛС были заменены на радиолокаторы японской разработки — AN/MPQ-50 на Type I, AN/MPQ-48 — на Type III. Наконец, при модернизации Hawk Type III был внедрён компьютеризированный универсальный командный пункт с собственной РЛС, позволяющей обнаруживать маловысотные цели на расстоянии до 60 км.

#### Греция
Греция модернизировала свои комплексы Hawk PIP Фаза 3 путём добавления в состав комплексов пунктов распределения огня FDC фирмы «Конгсберг», что позволило обеспечить взаимодействие Hawk и зенитно-ракетных комплексов Patriot, включая возможность целеуказания для Hawk при помощи РЛС Patriot.

#### Южная Корея
В Южной Корее комплексы Hawk PIP Фаза III были модернизированы путём замены РЛС AN/MPQ-50 PAR на РЛС с антенной фазированной решёткой AN/MPQ-64 Sentinel.

#### Германия и Нидерланды
Комплексы Hawk, использовавшиеся Нидерландами и Германией, были модернизированы путём размещения на РЛС подсветки цели электронно-оптической системы HEOS, включающей тепловизионный прицел, работающий в диапазоне 8 — 12 мкм. Система имеет дневной и ночной режим работы, дальность обнаружения цели составляет более 100 км. Были заказаны 93 системы (83 для Германии и 10 для Нидерландов). Также в вооружённых силах Германии для обеспечения радиорелейной связи между батареями с 1996 года использовались мобильные вышки высотой 34 м с четырьмя параболическими антеннами диаметром 1 м.

#### Израиль
Проведённая Израилем модернизация включала в себя установку телевизионной оптической системы Super Eye, которая позволила обнаруживать самолёты на расстоянии от 30 до 40 км, а также доработку комплекса с целью увеличения максимальной высоты поражения до 24,3 км.

#### Иран
Иран, имеющий на вооружении комплекс «Усовершенствованный Hawk», и после исламской революции 1979 года столкнувшийся с невозможностью закупок новых зенитно-ракетных комплексов западного производства, а также ракет и запасных частей к имеющимся комплексам, разработал собственную версию Hawk под названием Mersаd, принятую на вооружение в 2010 году. Все элементы данного комплекса производятся в Иране. Комплекс Mersаd имеет аналогичный Hawk состав, при этом РЛС комплекса получили собственные названия: иранская версия PAR именуется Kavosh (дальность обнаружения целей увеличена до 150 км), РЛС CWAR получила название Jooya и отличается формой антенной решётки (прямоугольная вместо полуцилиндрической), также имеются две визуально отличающиеся версии РЛС HPIR, получившие название Haadi и оснащённые оптико-электронной системой обнаружения и сопровождения целей. Комплекс использует ракеты Shahin и её модификацию Shalamcheh, визуально схожие с MIM-23, максимальная дальность поражения составляет 40 км. В 2010-х годах была разработана усовершенствованная версия комплекса Mersаd 2, отличающаяся, в том числе, увеличением дальности обнаружения воздушных целей до 220 км.
Также, в 1990-х годах Иран адаптировал ракеты MIM-23 для использования с истребителей F-14А, превратив их, таким образом, в ракеты класса «воздух-воздух».

### Экспериментальные модернизации

#### Hawk Sparrow
В 1985 году фирма «Рейтеон» провела испытания пусковой установки Hawk, на которой вместо штатных ракет были размещены восемь (по другим источникам — девять) ракет AIM-7 Sparrow. Испытания прошли успешно, были сбиты два беспилотных летательных аппарата. Предполагалось, что пусковые установки Hawk Sparrow будут использоваться в батареях вместе со штатными пусковыми установками Hawk, но в итоге от их развёртывания отказались по причине малой дальности поражения ракет Sparrow (19 км).

#### Hawk-AMRAAM
В 1995 году была продемонстрирована модифицированная пусковая установка Hawk, на которой вместо штатных ракет были размещены восемь ракет AIM-120 AMRAAM. В дальнейшем фирмы  «Рейтеон» и «Конгсберг» разработали и предложили для поставки возможным заказчикам зенитно-ракетный комплекс Hawk-AMRAAM, включающий в себя РЛС AN/MPQ-64 и AN/MPQ-61, пункт распределения огня FDC, четыре пусковые установки с ракетами MIM-23 и четыре пусковые установки с ракетами AMRAAM (суммарно 12 готовых к пуску ракет MIM-23 и 32 ракеты AMRAAM). Контрактов на поставку комплекса заключено не было.

## Производство
Производство ЗРК Hawk велось как в США, так и в других странах. В 1959 году был заключён Меморандум о взаимопонимании между США, Францией, Италией, Нидерландами, Бельгией, Германией и США о совместном производстве комплекса Hawk, в дальнейшем в производстве комплексов были задействованы и предприятия в Дании, Норвегии и Греции. В Европе производством базовой версии Hawk занималась компания Societe Europeenne de Teleguidage, модернизацию комплексов до версию «Улучшенный Hawk» и Hawk PIP производила Организация по производству и логистике НАТО. С 1968 по 1978 годы комплексы также производились в Японии компанией Mitsubishi Heavy Industries. По состоянию на 1990 год, общий объём заказов (включая исполненные) на комплекс Hawk включал в себя более 38 000 ракет, 111 батарей для армии и корпуса морской пехоты США, 106 батарей для стран НАТО и 167 батарей для других стран. Всего было произведено около 36 000 ракет MIM-23 всех типов, из которых 11 180 были направлены в страны НАТО, 7367 проданы и 2256 переданы в программе военной помощи другим странам. Фирма «Нортроп» изготовила 1700 пусковых установок и 750 транспортно-заряжающих машин. Стоимость производства одной ракеты составляла $250 тыс., взвода — $15 млн, батареи — $30 млн. Производство комплексов Hawk и ракет к нему было завершено в 1993 году.

## Служба и боевое применение
Hawk стал одним из самых распространённых зенитно-ракетных комплексов в мире, находясь на вооружении почти 30 стран мира. В ходе боевого применения комплекса в ряде военных конфликтов им было сбито около 100 самолётов.

### США и страны НАТО
Первая батарея ЗРК Hawk была развёрнута армией США в августе 1959 года. Батареи Hawk сводились в батальоны, которые изначально в армии и корпусе морской пехоты США состояли из четырёх батарей (по два взвода). Батальоны SP Hawk состояли из трёх батарей, и после перевооружения в середине 1970-х годов на буксируемую версию сохранили свою структуру, при этом их батареи состояли не из двух взводов, а из трёх, вследствие чего в таком батальоне имелось девять взводов вместо восьми в обычном батальоне. С принятием на вооружение модификации PIP III количество батарей в батальоне Hawk армии США было сокращено до трёх, а в корпусе морской пехоты — до двух. Каждый батальон, помимо батарей, включал в себя центр операций батальона, взвод связи, ремонтные и вспомогательные подразделения. Батальон базовой версии Hawk армии США включал в себя 775 военнослужащих и 200 транспортных средств (батальоны корпуса морской пехоты были компактнее и состояли из 600 военнослужащих), батальон «Улучшенного Hawk» — 875 военнослужащих и 230 транспортных средств, Hawk PiP III — 500 военнослужащих и 140 транспортных средств. Батальоны Hawk, помимо штатного оборудования батарей, включали в себя смонтированные на грузовых автомобилях М35 командный центр батальона AN/TSQ-38 (с конца 1970-х годов — AN/TSQ-73) и радиолокационные станции AN/GSS-1, AN/GSS-7 или AN/TPS-1D с дальностью обнаружения целей до 297 км. С конца 1970-х годов батальоны использовали только РЛС AN/GSS-1, а с конца 1980-х годов — РЛС PAR. 
В 1959—1962 годах армия США сформировала 21 батальон Hawk и две отдельные батареи. Из них 15 батальонов размещались за пределами США — девять в Германии, четыре в Южной Корее и два в Японии (на Окинаве). Обе отдельные батареи были размещены в Панаме для прикрытия Панамского канала, они входили в уникальный по своему составу для армии США ракетно-артиллерийский батальон, включавший также две батареи, оснащённые 40-мм самоходными зенитными орудиями М42. В США батальоны размещались в базах Форт-Блисс (4 батальона, из них один учебный и три резервных), Форт-Льюис и Форт-Мид (по одному батальону, которые осуществляли усиление развёрнутых там систем ПВО дальнего действия Nike Hercules). В 1960—1961 годах ещё 4 батальона (включая один резервный) были сформированы корпусом морской пехоты США.
В Панаме комплексы Hawk были развёрнуты в 1960—1968 годах. В Южной Корее батальоны Hawk были развёрнуты в 1960—1963 годах для прикрытия демилитаризованной зоны и баз США от возможных ударов северокорейской или китайской авиации. В 1975—1982 годах эти батальоны были постепенно расформированы, а их оборудование передано вооружённым силам Южной Кореи, которые эксплуатировали комплексы Hawk до 2021 года. Батальоны Hawk на Окинаве были развёрнуты в 1961 году для защиты расположенных на острове американских военных баз от возможных ударов китайской авиации. Техника батальонов располагалась на стационарных боевых позициях вместе с комплексами Nike Hercules. В 1968—1973 годах батальоны на Окинаве были расформированы, а их оборудование было передано вооружённым силам Японии.
В 1962 году комплексы Hawk приводились в боевую готовность в ходе Карибского кризиса. Два батальона Hawk и один батальон Nice Hercules из состава армии США были развёрнуты во Флориде, а одна батарея из состава корпуса морской пехоты США — на базе в Гуантанамо. После завершения кризиса батарея из Гуантанамо была передислоцирована на континентальную часть США, а батальоны Hawk во Флориде продолжали нести дежурство на стационарных огневых позициях до 1987—1988 годов. В 1965 году в ходе Вьетнамской войны четыре батальона ЗРК Hawk (два армии США и два корпуса морской пехоты) были развёрнуты в Южном Вьетнаме, они прикрывали аэродромы и другие объекты американской армии от возможных налётов авиации Северного Вьетнама. Боевые пуски не производились, поскольку северовьетнамская авиация американские позиции, прикрываемые комплексами, не атаковала. Тем не менее, имелись потери в результате огня со стороны вьетнамских войск. Так, в 1968 году в Тетского наступления Вьетконг атаковал позиции одного из батальонов Hawk корпуса морской пехоты, в результате чего были ранены 8 морских пехотинцев, уничтожена одна пусковая установка и повреждены 14 ракет. Ещё одна пусковая установка была повреждена в результате ракетной атаки, при этом находившиеся на ней три ракеты самопроизвольно запустились. В 1969 году в результате атак противника погиб один и были ранены два морских пехотинца, были уничтожены две пусковые установки и 12 ракет, а также повреждены два радара. В марте 1969 года одна из батарей Hawk развернула свои РЛС и пункт управления вблизи границы с Камбоджей с целью отслеживания полётов северовьетнамских вертолётов и наведения на обнаруженные посадочные площадки огня артиллерии. В ответ армия Северного Вьетнама атаковала позиции батареи, в результате чего была уничтожена РЛС CWAR и повреждена РЛС PAR, потерь в людях не имелось. В 1968—1969 годах комплексы Hawk были постепенно выведены из Вьетнама. Отмечается, что наличие комплексов Hawk оказывало сдерживающее влияние на действия северовьетнамской авиации и облегчало ВВС США выполнение боевых задач.
В 1960—1962 годах девять батальонов Hawk армии США были размещены в Германии в рамках концепции «пояс Hawk», предусматривающей создание системы противовоздушной обороны из комплексов Hawk, размещённых вдоль границы Германии от Дании до Австрии. Пояс состоял из 26 батальонных секторов, ответственность за которые распределялась между различными странами НАТО, американская зона ответственности простиралась от Гисена до Регенсбурга. В конце 1960-х годов четыре батальона были перевооружены на самоходные установки. С 1985 года начался процесс постепенной деактивации американских батальонов Hawk в Германии, сначала по причине замены их на комплексы Patriot, а затем и вследствие распада Советского Союза. Последний американский батальон Hawk покинул Германию в 1993 году. За время более чем 30-летней службы в стране наиболее серьёзным инцидентом стала атака позиций одной из батарей в сентябре 1985 года боевиками террористической организации RAF, в результате чего три радара были серьёзно повреждены.
В 1990—1991 годах американские комплексы Hawk принимали участие в операции «Буря в пустыне», в зоне боевых действий были развернуты батареи из состава трёх батальонов армии США и двух батальонов корпуса морской пехоты США. Кроме того, тыловые районы прикрывали батареи Hawk из Саудовской Аравии и ОАЭ, а Германия и Нидерланды разместили свои комплексы в Турции для прикрытия авиабазы в Диярбакыре. Американские комплексы Hawk находились на переднем крае зоны ПВО коалиции, сопровождая наступающие войска в Кувейте и Ираке, но в связи с малой активностью иракской авиации боевых пусков не было. 
В 1972−1978 годах все комплексы Hawk вооружённых сил США были модернизированы до версии «Улучшенный Hawk». В 1977 году в ходе испытаний ещё не принятого на вооружение ЗРК Patriot была продемонстрирована возможность его взаимодействия с ЗРК Hawk — цель была обнаружена и взята на сопровождение РЛС Patriot, после чего передана ЗРК Hawk, который и поразил её. В 1978 году было начато развёртывание усиленных (TRIAD) батарей. В 1994 году комплексы Hawk были сняты с вооружения армии США, а в 1997 году — корпуса морской пехоты США. Национальная гвардия США в начале 1990-х годов сформировала три батальона Hawk (формирование ещё двух батальонов не было завершено), но не имея возможности поддерживать эксплуатацию комплексов, сняла их с вооружения в 1997 году. Новый ЗРК средней дальности на вооружение в США не принимался, выполняемые Hawk задачи перешли к комплексам большой дальности Patriot и малой дальности Avenger.
В течение 25 лет комплексы Hawk составляли основу противовоздушной обороны НАТО. Помимо США, они состояли на вооружении большинства стран, входящих в альянс. В частности, Дания в 1960-х годах развернула четыре батареи для защиты Копенгагена, а в 1983 году — ещё четыре батареи у границы с Германией. Норвегия использовала шесть батарей Hawk для защиты авиабаз, Италия разместила 16 батарей на севере страны, Греция — 8 батарей (включая самоходные установки) вокруг Афин и Салоников. Испания в 1963 году расположила три батареи вблизи Гибралтара, ещё три батареи были получены в 1990 году, Франция развернула в общей сложности 12 батарей Hawk. После распада СССР начался процесс постепенного вывода из эксплуатации комплексов Hawk европейскими странами. В Бельгии они были сняты с вооружения в 1994 году, в Норвегии — в 1998 году, в Нидерландах — в 2004 году, в Германии и Дании — в 2005 году, в Италии в 2011 году, во Франции в 2012 году.

### Израиль
Первые комплексы Hawk были закуплены Израилем в 1962 году (первые пять батарей) и были поставлены в 1965 году. Примерно в 1968 году были закуплены ещё 6 батарей, поступивших в 1969—1971 годах. В 1973 году поступили 3 батареи, и в конце 1970-х годов — ещё не менее двух батарей. Помимо буксируемой версии, было закуплено и некоторое количество комплексов в самоходной версии (SP Hawk). После 1973 года комплексы были модернизированы до версии «Улучшенный Hawk», а в дальнейшем — до версий Hawk PIP Фаза I и Фаза II. До версии Hawk PIP Фаза III комплексы были модернизированы в 1998—2001 годах. С вооружения израильской армии Hawk был снят в 2018 году, комплексы были отправлены на хранение. В 2023 году сообщалось о том, что Израиль ответил отказом на просьбу США о передаче комплексов Hawk и ракет MIM-23 Украине, ссылаясь на политику отказа в поставке вооружений сторонам конфликта. При этом отмечалось, что на хранении находятся 10 батарей и сотни ракет.

#### Шестидневная война
Перед началом Шестидневной войны Израиль имел 50 пусковых установок Hawk (8 батарей) и 174 ракеты к ним. В ходе конфликта израильским зенитчикам удалось поразить только один самолёт, причём израильский — 5 июня 1967 года расчёт Hawk, защищавшего Ядерный центр в Димоне, сбил свой же возвращавшийся повреждённый истребитель Ouragan (б/н 12), опасно приблизившийся к сооружениям комплекса, пилот погиб. Несколько позже в этот день израильские зенитчики, оборонявшие авиабазу Кфар-Сиркин, применили Hawk против иракских самолётов Hunter, которые нанесли удар по израильским самолётам на аэродроме; выпущенные комплексом ракеты прошли мимо целей.

#### Война на истощение
Первый самолёт противника был сбит комплексом Hawk в ходе войны на истощение 24 мая 1969 года, когда над Суэцким каналом был поражён летевший на высоте 6700 м египетский истребитель МиГ-21. Всего в ходе этого конфликта по западным данным с помощью ЗРК Hawk было сбито 12 египетских самолётов — 4 Су-7, 4 МиГ-17, 3 МиГ-21 и 1 Ил-28. Ряд этих заявок имеет подтверждение. Так, 10 января 1970 года при атаке позиции ЗРК Hawk  у населённого пункта Рас-Судр были сбиты два истребителя-бомбардировщика Су-7БМК, пилоты Тахсин Мустафа аль-Ажин и Ясри Хасан Рияд погибли. Ещё один Су-7БМК был повреждён, но смог дотянуть до аэродрома Бильбейс, где загорелся при пробеге и был списан, лётчик успел покинуть самолёт. 21 апреля 1970 года при ударе по израильским позициям ракетой Hawk был сбит МиГ-17Ф, пилот Талаль Мухаммедом Саадалла погиб. 25 октября 1970 года в ходе разведывательного полёта был сбит Ил-28Р, весь экипаж под командованием Аль-Саеда Махмуда Мохамед Хашиша погиб. Также, 13 октября 1969 года израильские зенитчики по ошибке сбили свой самолёт-корректировщик артиллерийского огня Do.27A-3 (б/н 011, погибло 3 или 5 израильских лётчиков). Применение израильтянами ЗРК Hawk заставляло египетских лётчиков действовать на предельно малых высотах, что как минимум в одном случае привело к гибели самолёта и лётчика в результате столкновения с землёй, вызванного ошибкой пилотирования. Одновременно египетские ВВС, используя самолёты Су-7 и МиГ-17, систематически наносили удары по огневым позициям Hawk, отчитываясь о поражении пусковых установок и других элементов комплекса, при этом отрабатывались на полигоне и впоследствии использовались в боевых условиях особые тактические приёмы, учитывающие технические особенности работы комплекса Hawk.

#### Операция «Кавказ»
После объявления перемирия между Египтом и Израилем в Египет прибыли советские разведчики МиГ-25. С осени 1971 года они начали совершать полёты над контролируемой израильтянами территорией на высоте 22—23 км, превышавшей максимальную высоту поражения израильских ЗРК. По советским данным, израильские зенитчики, тем не менее, совершали безуспешные пуски ракет Hawk по самолётам с советскими пилотами. В ходе разведывательных полётов была вскрыта израильская система ПВО, включавшая, в том числе, позиции 10 батарей Hawk.

#### Война Судного дня
Перед войной Судного дня в Израиле имелось 12 батарей (72 пусковые установки, включая некоторые самоходные) Hawk и 400 ракет к ним. 6 октября 1973 года, по египетским оценкам, от 8 до 10 батарей ЗРК Hawk, в том числе их пункты управления и РЛС были поражены первоначальным ударом египетской авиации. Например, ударом египетских МиГ-17 был выведен из строя ЗРК Hawk в районе Мерса Умм Морейха, пострадал обслуживающий персонал. Согласно другим оценкам, в районе Синайского полуострова израильтяне имели 5-6 батарей Hawk, а египетские сообщения о количестве поражённых батарей объясняются разделением комплексов на отдельные взводы, а также рассредоточением элементов комплексов. Израильским Hawk в ходе отражения египетского авиаудара по своим позициям удалось сбить один самолёт МиГ-17 из 62-й эскадрильи, пилот Ассем Абдель Хамид Хуссейн Факи погиб.
За время войны комплексы Hawk выпустили около 75 ракет и сбили, по западным данным, 12 арабских самолётов и вертолётов — четыре МиГ-17, один МиГ-21, три Су-7, один Hawker Hunter, один Dassault Mirage 5 и два Ми-8. Существуют и иные оценки, в диапазоне от 10 до 17 летательных аппаратов. Для повышения вероятности поражения израильские зенитчики практиковали одновременные пуски двух ракет Hawk по одной цели.
Одна из батарей Hawk, которая была расположена в районе Рас-Судар, претендует на 7 сбитых египетских вертолётов (два Ми-6 и пять Ми-8), это единственная израильская батарея ЗРК, претендующая на уничтожение вертолётов. Из них израильским командованием было засчитано поражение 6 и 8 октября двух Ми-8, а также 29 октября, уже после окончания войны, ещё трёх Ми-8. Согласно израильским данным, 14 октября ЗРК Hawk над Абу-Смара сбил египетский истребитель-бомбардировщик Mirage 5, однако эта заявка не была подтверждена. Возможно, один израильский истребитель F-4E был сбит 14 октября ошибочным пуском ракеты своего же Hawk (экипаж выжил), но данная потеря могла быть вызвана и действиями египетских истребителей.
На сирийском фронте батареей ЗРК Hawk, расположенной в районе города Цфат, 6 октября над территорией Ливана был сбит истребитель-бомбардировщик Су-20 из 50-й авиационной бригады ВВС Сирии, пилот Диаб Мухаммед аль-Харири погиб. Для противодействия израильским ЗРК в Сирии работал самолёт РЭБ АН-12ПП с советским экипажем, основной задачей которого было подавление частот, используемых ЗРК Hawk.
В ходе войны не менее двух батарей израильских ЗРК Hawk были выведены из строя арабской авиацией, одна из батарей была уничтожена.
Уже после окончания войны, в ночь с 31 декабря 1973 года на 1 января 1974 года израильские зенитчики произвели ошибочный пуск ракеты Hawk, поразив израильскую нефтедобывающую платформу F-10 на нефтепромыслах Балим (один из элементов платформы был принят за вертолёт противника). Платформа была полностью уничтожена, персонал не пострадал.

#### Ливанская война
В ходе Ливанской войны, в июле — августе 1982 года сирийские самолёты-разведчики МиГ-25Р регулярно выполняли разведывательные полёты на большой высоте и скорости над Ливаном. Полёты при этом выполнялись шаблонно, в одно время и по одному маршруту, что позволило израильтянам подготовить засаду, разместив на горе Джабель Барух ЗРК Hawk, доработанный для поражения целей на значительной высоте. 31 августа 1982 года атака увенчалась успехом — двумя ракетами, выпущенными комплексом Hawk, был подбит МиГ-25Р, пилотируемый майором Аднаном Мухамедом Диобом. Затем повреждённый самолёт был добит истребителем F-15А и упал вблизи города Антелиас, пилот погиб. В момент поражения МиГ-25Р находился на высоте 21 336 м и летел со скоростью 2,5 М.

### Иран
Первые два комплекса базовой версии Hawk были поставлены Ирану в 1966 году. Далее, с 1974 по 1979 годы были поставлены 37 модернизированных комплексов «Улучшенный Hawk», а два имевшихся комплекса были модернизированы до той же версии в 1975—1976 годах. Таким образом, всего Иран имел 39 комплексов «Улучшенный Hawk». В некоторых источниках ошибочно указывается, что число поставленных комплексов было 41, не учитывая, что два комплекса были не новыми поставками, а модернизацией ранее поставленных.

#### Курдский конфликт
В ходе восстания курдов в Ираке в 1974—1975 годах Иран поддерживал курдов, в том числе путём переброски в Ирак зенитно-ракетных комплексов Hawk (две батареи) и Rapier (несколько батарей), которые обслуживались иранскими военнослужащими, переодетыми в гражданскую одежду. В результате действий иранских зенитчиков было сбито 14 иракских самолётов, в том числе как минимум один Ту-16 и несколько Су-7. В частности, один Ту-16 был потерян 15 декабря 1974 года, экипаж из шести человек под командованием Хасана аль-Мусави полностью погиб, причиной потери предполагалась техническая неисправность или попадание иранской зенитной ракеты.

#### Ирано-иракская война
Комплекс «Улучшенный Hawk» широко использовался Ираном в ходе ирано-иракской войны. 22 сентября 1980 года Ирак нанёс массированный авиаудар по иранским авиабазам (Операция «Эхо Кадиссии»), по меньшей мере два иранских ЗРК Hawk были выведены из строя, десятки зенитчиков были убиты. Так, пара иракских Су-7БМК 8-й эскадрильи поразила ЗРК Hawk, прикрывающий авиабазу Дехлоран. Иран заявил, что иракские самолёты добились прямых попаданий в ЗРК, убив 10 человек обслуживающего персонала. Ещё один ЗРК Hawk, защищающий авиабазу Вахдати был уничтожен ударом пары иракских МиГ-23БН 29-й эскадрильи, было убито 18 человек обслуживающего персонала. Потери этих ЗРК известны по отрывочным сведениям иранцев и не претендуют на полноту. Ни одного иракского самолёта иранским комплексам Hawk в этот день сбить не удалось.
29 октября 1980 года ЗРК Hawk по одним данным были сбиты два иракских сверхзвуковых бомбардировщика Ту-22Б, после чего иракские бомбардировщики на некоторое время прекратили рейды вглубь иранской территории. По другим данным, один из Ту-22 был сбит истребителем F-14A, а не ЗРК Hawk.
Летом 1981 года в ходе иранской операции «Шабах-2» для прикрытия иранских самолётов в районах гидроэлектростанции Дез и Фули Абада были развёрнуты два дивизиона ЗРК Hawk. Для противодействия им иракцы впервые применили советские противорадиолокационные управляемые ракеты Х-28Э. Так, 27 октября Су-22 5-й эскадрильи ВВС Ирака нанесли удары ракетами Х-28Э по РЛС HPIR. По данным иранского историка Бабака Тагваи, в результате ракетного удара было уничтожено не менее 6 радаров, в результате ЗРК Hawk не смогли поразить цели. Потеря большого количества РЛС заставила иранцев полностью пересмотреть тактику применения Hawk.
Со второй половины 1981 года Ирак стал использовать сверхзвуковые самолёты-разведчики МиГ-25РБ для вычисления мест дислокации иранских ЗРК. Совершая каждый день в среднем по три разведывательных вылета, к 1983 году «МиГи» обнаружили места развёртывания около 50 комплексов ЗРК Hawk, в основном у Тегерана, Исхафана, Шираза, Бандар Хомейни, Харка и Абадана. Так как вместо трёх десятков были обнаружены почти пятьдесят комплексов Hawk, было выяснено, что значительная часть комплексов функционировала не в виде батарей, а в разделённой конфигурации с использованием переносных консолей AFCC. В начале 1982 года иранцы проводили контрнаступательную операцию «Шабах-3» в направлении Дизфуля, её прикрытие осуществлял один дивизион Hawk. В ходе боёв был уничтожен ещё один иранский радар HPIR. 20 апреля 1982 года один ЗРК Hawk был поражён огнём иракской дальнобойной артиллерии, уничтожившей часть элементов комплекса.
За один день 12 февраля 1986 года в районе полуострова аль-Фао в ходе операции «Рассвет 8» комплексами Hawk были сбиты 9 иракских самолётов, среди них Су-22 и МиГ-23. 31 июля 1986 года  располагавшийся на острове Харк ЗРК Hawk был атакован четвёркой иракских Mirage F.1EQ. «Миражи» выпустили 8 противорадиолокационных ракет SAMP 21C и уничтожили оба радара HPIR, вдобавок вторая пара «Миражей» сбросила 8 бомб и уничтожила командный пост Hawk. В результате оставшаяся без защиты инфраструктура Харка понесла огромный урон от ударов с воздуха. 9 января 1987 года ЗРК Hawk был сбит иракский бомбардировщик Ту-16 (командир Раад аль-Харидани), атаковавший иранские войска восточнее реки Шатт-эль-Араб, из шести членов экипажа выжил только один. 19 марта 1988 года иракская авиация нанесла ещё один массированный удар по острову Харк, в ходе отражения которой находившаяся на острове батарея Hawk сбила один МиГ-23БН и один Су-22М4. В апреле 1988 года несколько пусковых установок Hawk было поражено иракской авиацией во время боёв за полуостров Аль-Фао.
В июне 1988 года в ходе операции «Сорок Звёзд» несколько иранских пусковых установок Hawk было захвачено проиракскими повстанцами из организации МЕК.
Всего за время войны ЗРК Hawk по западным данным было сбито как минимум 40 иракских самолётов. Также, в результате ошибок зенитчиков иранскими ЗРК Hawk были сбиты несколько своих самолётов, включая как минимум один F-5 и два самолёта F-14, также один F-14 был повреждён. Опыт войны показал, что ЗРК Hawk легко подавляется авиационным комплексом радиоэлектронной борьбы СПС-141 «Сирень».
В ходе войны США тайно, в нарушение эмбарго, поставляли в Иран ракеты и запасный части для ЗРК Hawk, что привело к крупному политическому скандалу Иран-контрас. В одном из авианалётов в 1986 году иракские самолёты Су-22 и МиГ-23БН уничтожили целый эшелон с ракетами Hawk.

### Франция

#### Чадско-ливийский конфликт
В ходе чадско-ливийского конфликта Франция, поддерживавшая Чад, развернула батарею комплекса «Улучшенный Hawk» из состава 402-го полка ПВО для защиты аэродрома в Нджамене. В январе 1982 года сверхзвуковой бомбардировщик Ту-22Б ВВС Ливии был повреждён ракетой Hawk (был выведен из строя двигатель), самолёт дотянул до авиабазы Майтига, где совершил грубую посадку и был списан. 7 сентября 1987 года комплексом Hawk был сбит атаковавший аэродром ливийский Ту-22Б, который пилотировал командир эскадрильи Хвейде. Весь экипаж погиб. Самолёт был поражён практически над комплексом, на месторасположение которого упали обломки самолёта и неразорвавшиеся авиабомбы.

### Кувейт
Кувейт имел четыре батареи ЗРК «Улучшенный Hawk» (27 пусковых установок). По состоянию на 1984 год, комплексы постоянно нуждались в обслуживании специалистов из США, и лишь 30 % ЗРК удавалось поддерживать в боеспособном состоянии. При этом, как указывали специалисты ЦРУ, даже если ЗРК был боеготов, труднообучаемые и немотивированные кувейтские расчёты серьёзно снижали эффективность данной системы. Впервые кувейтские комплексы Hawk были применены в 1987 году, когда в ходе ирано-иранской войны Иран начал наносить удары по объектам на территории Кувейта. Известно об уничтожении комплексом иранского истребителя-бомбардировщика F-5. Кроме того, 25 октября 1987 года кувейтские зенитчики выпустили несколько ракет по «самолёту», нарушившему воздушное пространство. Как потом оказалось, это была туча.

#### Вторжение в Кувейт
Во время неудавшейся обороны Кувейта от иракской армии в августе 1990 года, по кувейтским данным, ЗРК Hawk были сбиты 14 летательных аппаратов противника. Но лишь некоторые из заявленных побед нашли подтверждение:
- 2 августа около 10 часов утра ЗРК Hawk на острове Бубиян, обслуживаемый, помимо кувейтских военных, американскими специалистами, с интервалом в пять минут сбил два иракских Су-22М4, пилотируемых Риядом Али Маяхи и Заидом Хайдером, пилоты погибли. В ответ иракский Су-22 атаковал (с неясным результатом) комплекс Hawk противорадиолокационной ракетой Х-25. Также в тот же день около 11 часов утра при атаке цели на острове Бубиян был потерян МиГ-23БН, его пилот Мазен Салех аль-Шави погиб; по разным источникам, этот самолёт был либо сбит ЗРК Hawk, либо потерян по техническим причинам. Позже иракский спецназ захватил батарею, на которой к тому времени остался только кувейтский персонал[116][117].
- 2 августа над островом Файлака ЗРК Hawk был сбит иракский вертолёт Super Frelon 101-й эскадрильи[117] и выпущенная им ракета Exocet[118].
- 2 августа вертолёт SA.330H Puma (б/н KAF-551) 32-й эскадрильи ВВС Кувейта, совершавший полёт в сторону авиабазы Ахмед Аль-Джабер, был ошибочно сбит в районе Аль-Адоурми ракетами, выпущенными своим же ЗРК Hawk. Погиб весь экипаж из четырёх человек, включая командира — подполковника Фаиза аль-Решиди[119].

### Ирак

#### Операция «Буря в пустыне»
Ирак захватил в Кувейте четыре батареи ЗРК «Улучшенный Hawk», а также около 150 ракет для них. С обучением в использовании комплекса иракским военнослужащим помогли иорданские специалисты. Одна батарея защищала перевал Мутла в Кувейте, другая была перевезена в Ирак для защиты центра ядерных исследований «Проект 777». Центр находился на восточном берегу реки Тигр в 18 км к юго-востоку от Багдада, его противовоздушной обороной командовал генерал Ясим аль-Ани. В ходе операции «Буря в пустыне» один иракский комплекс Hawk был уничтожен коалицией. Две трофейные батареи Hawk остались у Ирака после окончания войны, в том числе не менее 58 боевых и 9 учебных ракет к ним.

### Турция
В 2001 году Турция закупила 8 батарей Hawk, снятых с вооружения в США, сумма контракта составила $270 млн. В 2005 году комплекс был модернизирован до версии Hawk XXI. Всего были получены 24 пусковые установки, 8 РЛС AN/MPQ-64 Sentinel, 8 РЛС AN/MPQ-61, 175 ракет. В 2018 и 2020 годах Турция разворачивала комплексы Hawk в контролируемых турецкими войсками районах Сирии.

#### Гражданская война в Ливии
2 июля 2020 года две турецкие батареи Hawk были развёрнуты на ливийской авиабазе аль-Ватия. 5 июля 2020 года неизвестные самолёты (предположительно, Dassault Mirage 2000 или Rafale) нанесли удар по авиабазе, уничтожив некоторые элементы Hawk.

### Украина
В октябре и ноябре 2022 года, а также в октябре 2023 года было заявлено о передаче Испанией в общей сложности 12 пусковых установок комплекса Hawk PIP Фаза III Украине. Передача первых шести пусковых установок состоялась в конце 2022 года, ещё шести пусковых установок и других средств, составляющих батарейный комплект — в сентябре 2024 года. В ноябре 2022 года Министерство обороны США заявило о выделении финансирования для ремонта и модернизации комплексов Hawk для их последующей поставки на Украину, а также о поставке Украине ракет для комплексов Hawk, в феврале 2023 года — о планируемой передаче двух взводов комплекса Hawk, в июне 2023 года — о планируемой передаче неназванного количества комплексов Hawk и зенитных ракет к ним (предполагается, что данные комплексы и ракеты будут приобретены у Тайваня, где они были сняты с вооружения в 2023 году). В октябре 2024 года Forbes со ссылкой на бывшего чиновника Пентагона сообщил о передаче Тайванем комплексов Hawk и ракет к ним. По предположениям издания, всего на Украине может быть развёрнуто до 15 батарей Hawk. В июле 2025 года Госдепартамент США объявил о выдаче разрешения на поставку на Украину системы Hawk Phase III, а также сопутствующего оборудоввания, запасных частей и услуг.  В феврале 2023 года правительство Швеции объявило о передаче Украине неназванного количества комплексов Hawk (в варианте Rbs 97). В апреле 2025 года министр обороны Нидерландов сообщил, что комплексы I-Hawk являются частью нового пакета военной помощи Украине со стороны Нидерландов. Также, в США были начаты работы по тестированию и ремонту ракет Hawk, к 2025 году была проверена 2751 ракета, в том числе 825 ракет, полученных в дар от шести стран. Первые упоминания о боевом применении комплексов Hawk в ходе вторжения России на Украину датированы концом октября 2023 года.

## Гражданское использование
В 1970-х американское космическое агентство NASA использовало ракеты Hawk для создания геофизической ракеты Nike Hawk.

## На вооружении
Согласно данным справочника The Military Balance, по состоянию на 2025 год комплекс Hawk находился на вооружении 12 стран. Кроме того, из других источников известно о поставках комплекса в 2010 году в Марокко.
| Страна            | Количество пусковых установок | Версия комплекса        |
| ----------------- | ----------------------------- | ----------------------- |
| Саудовская Аравия | 128                           | Hawk PIP Фаза III       |
| Япония            | 66                            | Type III                |
| Иран              | 50                            | Улучшенный Hawk, Mersad |
| Румыния           | 4                             | Hawk XXI1               |
| Греция            | 42                            | Hawk PIP Фаза III + FDC |
| Испания           | 28                            | Hawk PIP Фаза III       |
| Марокко           | 36                            | Hawk XXI                |
| Египет            | 33                            | Hawk PIP Фаза III       |
| Иордания          | 24                            | Hawk PIP Фаза III       |
| Турция            | 242                           | Hawk XXI                |
| Швеция            | 123                           | RBS 97                  |
| Украина           | не менее 6                    | Hawk PIP Фаза III       |
| Бахрейн           | 6                             | Hawk PIP Фаза III       |

Примечание:

1 — По другим данным, Hawk PIP Фаза III

2 — Возможно, фактическое количество пусковых установок после потерь в Ливии меньше

3 — Заявлено о передаче комплексов Украине
Согласно данным справочников Jane’s Land-Based Air Defence и The Military Balance, по состоянию на 2023 год комплексы Hawk были сняты с вооружения в 15 странах. Кроме того, из других источников известно об использовании Ираком в течение некоторого времени трофейных комплексов, захваченных в ходе вторжения в Кувейт в 1990 году.
| Страна               | Количество пусковых установок | Версия комплекса (на момент снятия с вооружения) | Год снятия с вооружения |
| -------------------- | ----------------------------- | ------------------------------------------------ | ----------------------- |
| США                  | не менее 400                  | Hawk PIP Фаза III                                | 1997                    |
| Германия             | 216                           | Hawk PIP Фаза II                                 | 20065                   |
| Израиль              | 180                           | Hawk PIP Фаза III                                | 2018                    |
| Франция              | 69                            | Hawk PIP Фаза II                                 | 20146                   |
| Италия               | 60                            | Hawk PIP Фаза II                                 | 20138                   |
| Республика Корея     | 60                            | Hawk PIP Фаза III + AN/MPQ-64                    | 2021                    |
| Нидерланды           | 54                            | Hawk PIP Фаза III                                | 2004                    |
| Норвегия             | 54                            | NOAH                                             | 19967                   |
| Китайская Республика | 501                           | Hawk PIP Фаза III                                | 2023                    |
| Бельгия              | 39                            | Hawk PIP Фаза II                                 | 1994                    |
| Дания                | 36                            | DEHAWK                                           | 20085                   |
| ОАЭ2                 | 303                           | Hawk PIP Фаза III                                | 2022                    |
| Кувейт2              | 24                            | Hawk PIP Фаза III                                | 2015                    |
| Сингапур             | 18                            | Hawk PIP Фаза II                                 | 2019                    |
| Ирак                 | 184                           | Hawk PIP Фаза II (?)                             | ?                       |
| Португалия           | 6                             | Hawk PIP Фаза II                                 | ?                       |

Примечание:

1 — По другим данным, 18 батарей, что при наличии 6 пусковых установок в батарее дает 108 пусковых установок

2 — Согласно, по состоянию на 2023 год комплексы продолжают находиться на вооружении

3 — По другим данным, 47 пусковых установок

4 — Трофейные комплексы, захваченные в 1990 году у Кувейта

5 — Согласно, в 2005 году

6 — Согласно, в 2012 году

7 — Согласно, в 1998 году

8 — Согласно, в 2011 году